# هندی (سلسله)
هندی (سلسله)، روستایی از توابع بخش مرکزی شهرستان سلسله در استان لرستان ایران است.
زبان مردم این روستا لکی و مذهب آنان شیعه است.روستای هندی سلسله از جمله روستاهای سرسبز و زیبای لرستان است که هر ساله گردشگران زیادی را جذب خود می‌کند.

## جمعیت
این روستا در دهستان دوآب قرار دارد و براساس سرشماری مرکز آمار ایران در سال ۱۳۸۵، جمعیت آن ۴۶۶ نفر (۹۳خانوار) بوده‌است.